# Franz Joseph von Stein

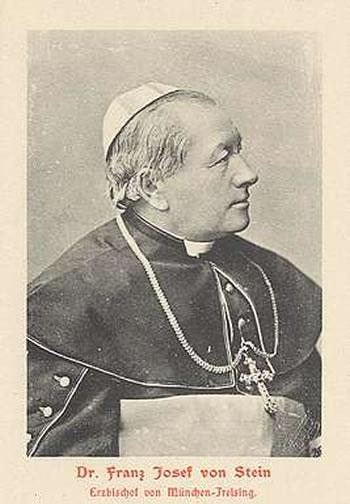
Franz Joseph von Stein (1897)

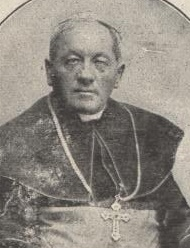
Erzbischof Franz Joseph von Stein (1906)

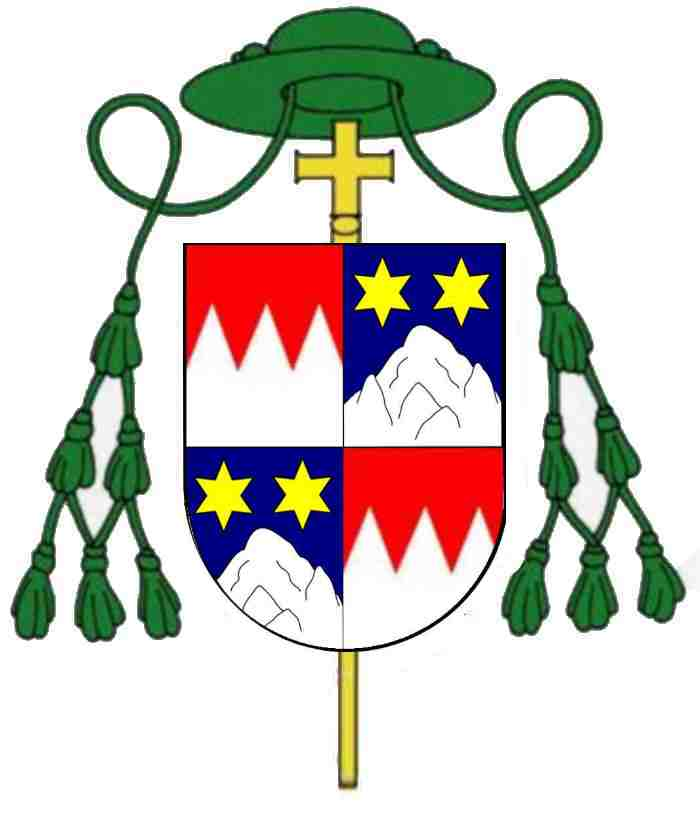
Wappen des Bischofs von Würzburg

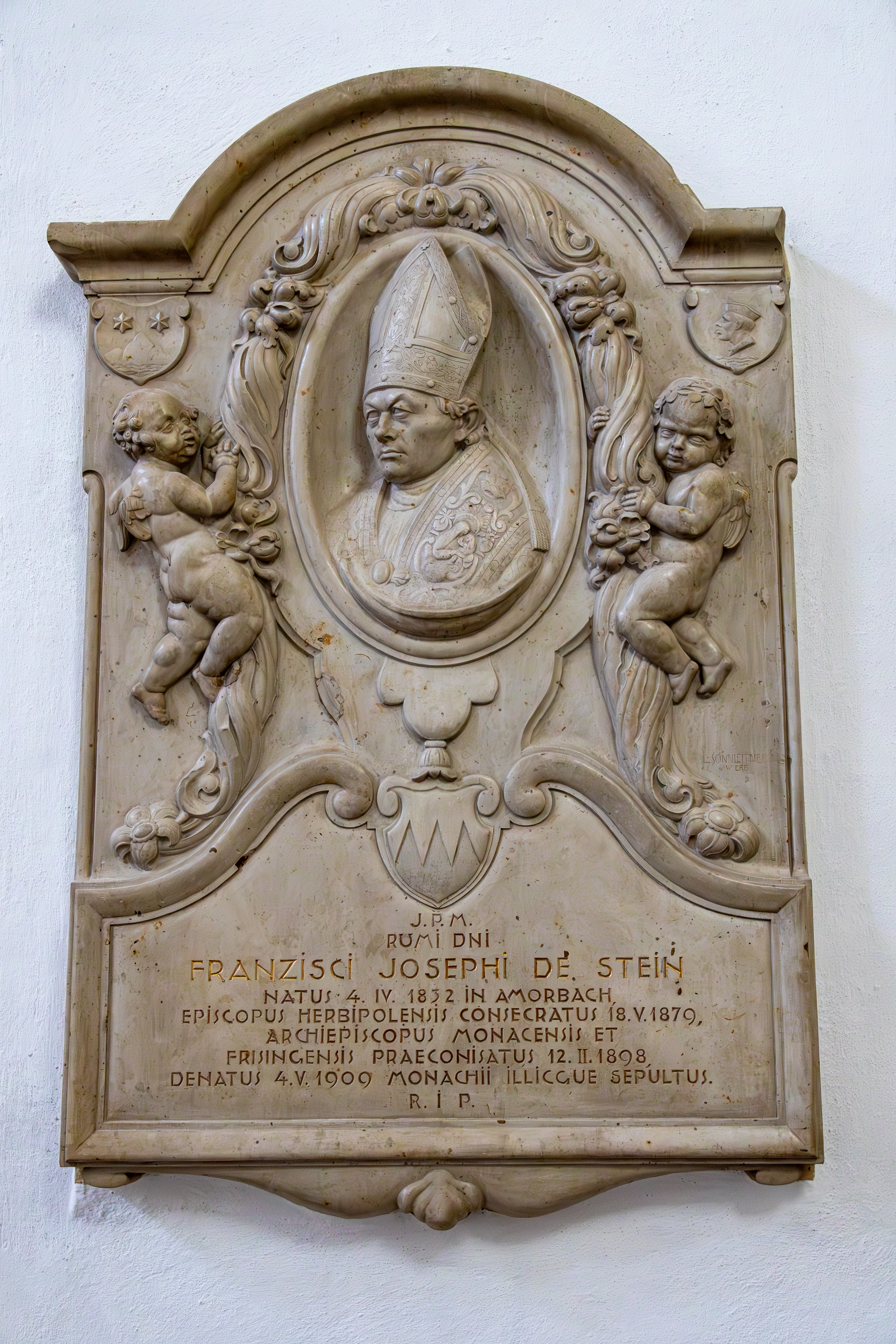
Epitaph des Bischofs im Würzburger Dom

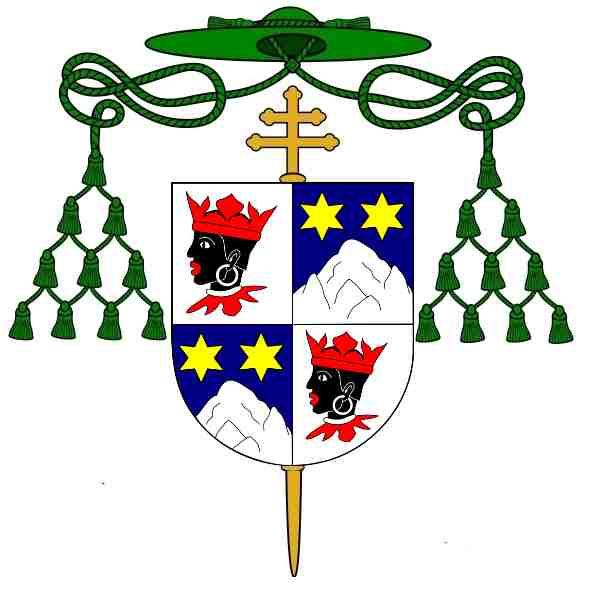
Wappen des Erzbischofs von München und Freising

Franz Joseph von Stein (* 4. April 1832 in Amorbach als Franz Joseph Stein; † 4. Mai 1909 in München) war ein deutscher Moral- und Pastoraltheologe sowie Bischof von Würzburg von 1879 bis 1898 und Erzbischof von München und Freising von 1897 bis 1909.

## Herkunft und Werdegang
Franz Joseph Stein studierte mit Unterstützung des Fürsten Karl zu Leiningen in Würzburg Theologie und Philosophie. Die Priesterweihe empfing er am 10. August 1855. Anschließend war er mehrere Jahre Kaplan in verschiedenen Gemeinden Unterfrankens. Im Jahre 1859 wurde er aufgrund einer Arbeit über Eusebius von Caesarea von der Theologischen Fakultät der Universität Würzburg zum Doktor der Theologie promoviert. Ein Jahr später erhielt er eine Stelle als Religions- und Geschichtslehrer an der Lateinschule in Würzburg. In dieser Zeit konnte er sich intensiv wissenschaftlichen Studien, insbesondere in altorientalischen Sprachen, widmen, um sich für alttestamentliche Exegese zu habilitieren. Im Jahre 1865 wurde er zum außerordentlichen und 1871 zum ordentlichen Professor für Moral- und Pastoraltheologie an der Universität Würzburg ernannt. Seit 1875 war er Ehrenmitglied der katholischen Studentenverbindung KDStV Markomannia Würzburg und später noch der KDStV Aenania München, beide im CV.

## Bischof von Würzburg und Erzbischof von München und Freising
Ohne Absprache mit der Kurie ernannte, auf Vorschlag von Minister Lutz, König Ludwig II. am 26. August 1876 den Prior des Würzburger Karmelitenklosters Ambrosius Käß (1815–1890) zum Nachfolger des überraschend verstorbenen Bischofs Johann Valentin von Reißmann. Papst Pius IX verweigerte aber seine Zustimmung, da Käß sich vor dem I. Vatikanischen Konzil öffentlich gegen die dogmatische Definition der päpstlichen Unfehlbarkeit ausgesprochen hatte. Nachdem Käß bewusst war, dass auch Papst Leo XIII. seine Ernennung nicht akzeptieren würde, ersuchte er die Zurücknahme seiner Ernennung beim König. Minister Lutz hatte, um einer Lösung den Weg zu bahnen, seinen bisherigen Kandidaten fallenlassen. Erneut ohne Rücksprache mit der Kurie bestimmte der König Franz Joseph Stein am 22. Oktober 1878. Er hatte trotz Vorbehalten die Zustimmung des Papstes und Friedrich von Schreiber, der Erzbischof von Bamberg, spendete ihm am 18. Mai 1879 die Bischofsweihe. Im gleichen Jahr wurde er in den bayerischen Adelsstand erhoben.
1897 wurde er vom König zum Erzbischof des Erzbistums München und Freising ernannt. Bischof Stein starb 1909 im Amt, er wurde in der Frauenkirche bestattet. Während seiner Amtszeit als Bischof in den genannten Diözesen widmete sich Stein vor allem der wissenschaftlichen Ausbildung des Klerus sowie dem Kirchenbau. Von Seiten der Kurie und Anhänger der ultramontanen Richtung des deutschen Katholizismus wurde Stein aufgrund seines regierungsfreundlichen Verhaltens, etwa im Streit um die Kirchengemeindeordnung oder anlässlich der Affäre um den Münchner Theologieprofessor Joseph Schnitzer, als „Staatsbischof“ bezeichnet. Von Stein war der letzte Inhaber des Münchner Bischofsstuhls, der nicht zum Kardinal ernannt worden ist.
Mit dem Speyerer Bischof Joseph Georg von Ehrler, der mit ihm zusammen studiert hatte, verband ihn eine lebenslange Freundschaft. Beide vertraten auch die gleiche kirchenpolitische Linie.

## Ehrenzeichen
- 1900: Großkreuz des Leopoldsordens[7]
- Verdienstorden der Bayerischen Krone (verbunden mit dem persönlichen Adel, wie damals für Bischöfe in Bayern üblich)